# Jon Peterson
Jon Gustav Peterson, född 12 augusti 1978 i Forserum i Småland, är en prisbelönt svensk gitarrist, artist, kompositör och sångtextförfattare.
Han är tidigare gitarrist och låtskrivare i grupper som Attention och Folk, som turnerat och släppt skivor sedan mitten av 1990-talet. År 2001 tilldelades han Utbult-stipendiet för sin låtskrivartalang och gärning. På soloreleasen har Peterson arbetat tillsammans med musikern och producenten Paul Biktor Börjesson, vilket har resulterat i plattan Hembygd. På Jullåten Upp Gläd Er Alla' från 2022 gör han en duett med Py Bäckman. Py Bäckman & Peterson har även fortsatt samarbetet med gemensamma spelningar & nya duetter.
Frank Ådahl & Jon Peterson har både turnerat flitigt ihop & spelat in gemensam musik. Kanadensiska sångerskan Kiralina Salandy har också gjort en duett med Jon Peterson.
Amerikanska artisterna Russ Taff & Andrew Peterson är andra artister som Peterson har turnerat & musicerat med.